# Џорџ Фишер
Џорџ Фишер (енгл. George Fisher; Стони Београд, 30. април 1795 — Сан Франциско, 11. јун 1873), рођен као Ђорђе Шагић, познат и као Ђорђе Рибар, био је царински службеник и један од вођа Тексашке револуције (1835—1836).

## Биографија
Џорџ Фишер или „Ђорђе Рибар” родио се у Стоном Београду 1795. у свештеничкој, српској православној породици. По очевој жељи кренуо је у карловачку Богословију, коју је напустио 1813. да би се придружио Првом српском устанку. После слома Првог српског устанка иселио се у Америку 1814. Преко Филаделфије отишао је у тадашњи Мексико. Године 1825. помагао је у оснивању Јорске масонске ложе. Године 1829. постао је држављанин Мексика и примио обавезу да годишње доведе 500 породица у Тексас на територије Хедена Еварда.
Касније је постао цариник у Мексичком заливу, где је наследио веома непопуларног Џона Д. Бредберна. Захтевао је да се царина плаћа код њега у Анахуаку, што је због удаљености многих тексашких насеља и градова изазвало конфронтацију са тексашким колонистима. Године 1832. био је принуђен да напусти царинску службу.
У истој години започео са издањем либералистичких новина Mercurio del Puerto de Matamoros у Матаморосу. Заједно са Хосеом Антониом Мексијом организовао је покрет у Њу Орлеансу против централистичке владе и са циљем једне револте у источним крајевима Мексика.
Године 1837. постао је комисијски агент Хјустона, 1839. судија, а 1840. члан градског одбора Хјустона. Године 1843. примљен је као мајор у милицији Тексаса. Путовао је у Панаму 1850. и 1851. у Калифорнију. Служио је у разним градским одборима Сан Франциска, кад је 1870. постао конзул САД у Грчкој. Џорџ Фишер се женио четири пута. Умро је у Сан Франциску 11. јуна 1873. године.
Његови потомци живе у САД и сећају се свог српског порекла.
О његовом животу Владислав Бајац је написао роман „Бекство од биографије” 2001, а 2014. је снимљен документарни филм у режији Миодрага Коларића. Роман Александра Славковића „The Immigrant. The Judge Fisher Story” говори о њему, тј. Ђорђу Шагићу (George Fisher), првом српском усељенику у Америку. Књига је објављена 2006. године у САД, а 2016. у Србији.